# 日本のアダルトアニメ一覧 (2020年代)
- アニメ > アダルトアニメ > 日本のアダルトアニメ一覧 > 日本のアダルトアニメ一覧 (2020年代)
- アニメ > アニメ作品一覧 > 日本のアダルトアニメ一覧 > 日本のアダルトアニメ一覧 (2020年代)

日本のアダルトアニメ一覧 (2020年代)では、日本におけるアニメ商業作品においてアダルトアニメとされている作品の2020年から2029年にかけての一覧を年代順に記載。
- 記載の凡例については日本のアダルトアニメ一覧#凡例を参照

| あ行 | あ・い・う・え・お | は行 | は・ひ・ふ・へ・ほ |
| か行 | か・き・く・け・こ | ま行 | ま・み・む・め・も |
| さ行 | さ・し・す・せ・そ | や行 | や・ゆ・よ         |
| た行 | た・ち・つ・て・と | ら行 | ら・り・る・れ・ろ |
| な行 | な・に・ぬ・ね・の | わ行 | わ・ゐ・ゑ・を・ん |

| 1960年代 - 1990年代 | 1960年代 | 1960・1961・1962・1963・1964・1965・1966・1967・1968・1969 |
| 1960年代 - 1990年代 | 1970年代 | 1970・1971・1972・1973・1974・1975・1976・1977・1978・1979 |
| 1960年代 - 1990年代 | 1980年代 | 1980・1981・1982・1983・1984・1985・1986・1987・1988・1989 |
| 1960年代 - 1990年代 | 1990年代 | 1990・1991・1992・1993・1994・1995・1996・1997・1998・1999 |
| 2000年代            | 2000年代 | 2000・2001・2002・2003・2004・2005・2006・2007・2008・2009 |
| 2010年代            | 2010年代 | 2010・2011・2012・2013・2014・2015・2016・2017・2018・2019 |
| 2020年代            | 2020年代 | 2020・2021・2022・2023・2024・2025・2026・2027・2028・2029 |

| 目次 | • 脚注• 注釈• 出典 |

## 2020年代
| 年月日         | 作品名 | 製作                       | 発売元              | 販売元             |
| -------------- | --- | -------------------------- | ------------------- | ------------------ |
| 2020年1月15日  | XL上司。 完全版 | 彗星社                     |                     |                    |
| 2020年1月24日  | 腐界に眠る王女のABADDON | さくらぷりんアニメーション |                     |                    |
| 2020年1月25日  | BRANDED AZEL ニプルへイムの狩人 第1話 淫紋は妖しく輝く                                                                                    | BOMB!CUTE!BOMB!            |                     |                    |
| 2020年1月31日  | 三射面談 〜連鎖する恥辱・調教の学園〜 貞淑親子丼・真璃香＆美冬〜啜り合う強気な縞パン♥〜                                                   | PoRO                       | PoRO                | エイ・ワン・シー   |
| 2020年1月31日  | 姫様LOVEライフ! 生真面目ブルマ姫・ルリア〜ワイセツおねだり王女♥〜                                                                         | PoRO                       | PoRO                | エイ・ワン・シー   |
| 2020年1月31日  | 人妻、蜜と肉 第二巻 | Queen Bee                  | メディアバンク      | メディアバンク     |
| 2020年1月31日  | ちーちゃん開発日記 #1 | ばにぃうぉ〜か〜           | ばにぃうぉ〜か〜    |                    |
| 2020年1月31日  | となりの家のアネットさん THE ANIMATION | ピンクパイナップル         | ピンクパイナップル  | ピンクパイナップル |
| 2020年1月31日  | ○○交配 第一話 優等生の彼女はエルフのお姫様                                                                                                | 魔人                       | 魔人                | エイ・ワン・シー   |
| 2020年1月31日  | BRANDED AZEL ニプルへイムの狩人 第2話 絶頂、絶頂、絶頂!                                                                                   | BOMB!CUTE!BOMB!            |                     |                    |
| 2020年2月7日   | ちーちゃん開発日記 #2 | ばにぃうぉ〜か〜           | ばにぃうぉ〜か〜    |                    |
| 2020年2月7日   | 妖魔娼館へようこそ♥ #1 〜娼婦は肉棒で喘ぐ〜                                                                                               | ばにぃうぉ〜か〜           | ばにぃうぉ〜か〜    |                    |
| 2020年2月7日   | らぶりー♡ 第2話 「無口な彼女」 | メリー・ジェーン           | メリー・ジェーン    | メリー・ジェーン   |
| 2020年2月21日  | メルティス・クエスト act.1 | BOMB!CUTE!BOMB!            |                     |                    |
| 2020年2月28日  | のぞき彼女 〜上書き性服・楓〜剥がれ注ぐおじさん棒♥〜                                                                                      | nür                        | nür                 | エイ・ワン・シー   |
| 2020年2月28日  | 灼炎のエリス 尻床野菜勇者・エリス〜近親ふるさと納精♥〜                                                                                    | PoRO                       | PoRO                | エイ・ワン・シー   |
| 2020年2月28日  | キスハグ 2 | Queen Bee                  | メディアバンク      | メディアバンク     |
| 2020年2月28日  | 愛聖天使ラブメアリー 悪性受胎 THE ANIMATION 第1巻                                                                                         | ピンクパイナップル         | ピンクパイナップル  | ピンクパイナップル |
| 2020年2月28日  | ○○交配 第二話 堅物な彼女はエルフの護衛騎士                                                                                                | 魔人                       | 魔人                | エイ・ワン・シー   |
| 2020年2月28日  | メルティス・クエスト act.2 | BOMB!CUTE!BOMB!            |                     |                    |
| 2020年3月6日   | 妖魔娼館へようこそ♥ #2 〜娼婦は乱交で濡れる〜                                                                                             | ばにぃうぉ〜か〜           | ばにぃうぉ〜か〜    |                    |
| 2020年3月6日   | 色情教団 第一話 | あんてきぬすっ             | あんてきぬすっ      |                    |
| 2020年3月6日   | Venus Blood BRAVE 勇者産卵触手RPG ヴィーナスブラッド-ブレイヴ- 第4話 堕ちた騎士の魂は触手の拘束で清められる                               | メリー・ジェーン           | メリー・ジェーン    | メリー・ジェーン   |
| 2020年3月6日   | お兄ちゃん、朝までずっとギュッてして! 女未そら編                                                                                          | メリー・ジェーン           | メリー・ジェーン    | メリー・ジェーン   |
| 2020年3月27日  | 完璧お嬢様の私が土下座でマゾ堕ちするちょろインなワケないですわ! 緊縛執事・セレスティン〜恥じらい鞭打つ自戒の吊し♥〜                       | PoRO                       | PoRO                | エイ・ワン・シー   |
| 2020年3月27日  | 人妻、蜜と肉 第三巻 | Queen Bee                  | メディアバンク      | メディアバンク     |
| 2020年3月27日  | 淫毛 IN —淫毛ーシヨン— 第1巻 | ピンクパイナップル         | ピンクパイナップル  | ピンクパイナップル |
| 2020年3月27日  | 淫毛 IN —淫毛ーシヨン— 第2巻 | ピンクパイナップル         | ピンクパイナップル  | ピンクパイナップル |
| 2020年3月27日  | 自宅警備員2 灰原家の血族 第一話 巨乳エリート従兄妹・玲奈 〜奪われる純潔〜                                                                 | 鈴木みら乃                 | 鈴木みら乃          | エイ・ワン・シー   |
| 2020年3月27日  | ○○交配 第三話 傲慢な彼女は竜の長 | 魔人                       | 魔人                | エイ・ワン・シー   |
| 2020年4月3日   | 色情教団 第二話 | あんてきぬすっ             | あんてきぬすっ      |                    |
| 2020年4月3日   | 巨乳プリンセス催眠 第1話 Revenge 〜復讐に立つ亡国の王子〜                                                                                 | ばにぃうぉ〜か〜           | ばにぃうぉ〜か〜    |                    |
| 2020年4月22日  | おーばーふろぉ 完全版 | 彗星社                     |                     |                    |
| 2020年4月24日  | 小さな蕾のその奥に…… 〜疼き始める小さな蕾♥〜                                                                                              | nür                        | nür                 | エイ・ワン・シー   |
| 2020年4月24日  | 磔 前編 | Queen Bee                  | メディアバンク      | メディアバンク     |
| 2020年4月24日  | てにおはっ!2 リミットオーバー 〜 まだまだいっぱい、エッチしよ? 〜 THE ANIMATION                                                           | ピンクパイナップル         | ピンクパイナップル  | ピンクパイナップル |
| 2020年4月24日  | 助っ人参上!! 金髪巨乳ガールと熱盛絶頂プレイ♥ THE ANIMATION 第1巻                                                                          | ピンクパイナップル         | ピンクパイナップル  | ピンクパイナップル |
| 2020年4月24日  | 卒業○○電車 一輌目 思い出の○○巨乳教師は狙われている                                                                                        | 鈴木みら乃                 | 鈴木みら乃          | エイ・ワン・シー   |
| 2020年4月24日  | ○○交配 第四話 淫らな彼女たちは俺の教え子                                                                                                  | 魔人                       | 魔人                | エイ・ワン・シー   |
| 2020年4月30日  | セフレ学園 THE ANIMATION | 妄想実現めでぃあ           |                     | 妄想実現めでぃあ   |
| 2020年5月22日  | 初めてのヒトヅマ 第1話 俺が見たことのない彼女                                                                                             | メリー・ジェーン           | メリー・ジェーン    | メリー・ジェーン   |
| 2020年5月29日  | 完璧お嬢様の私が土下座でマゾ堕ちするちょろインなワケないですわ! 緊縛ドＭお嬢様・イリナ〜ボテ腹恥じらう牝隷奴♥〜                           | PoRO                       | PoRO                | エイ・ワン・シー   |
| 2020年5月29日  | 支配の教壇 ドジへっぽ娘教師・琴実〜償いのパイズリから♥〜                                                                                  | PoRO                       | PoRO                | エイ・ワン・シー   |
| 2020年5月29日  | 人妻、蜜と肉 第四巻 | Queen Bee                  | メディアバンク      | メディアバンク     |
| 2020年5月29日  | ヤリチン家庭教師ネトリ報告 〜ドスケベ巨乳母娘丼〜 #1                                                                                      | あんてきぬすっ             | あんてきぬすっ      |                    |
| 2020年5月29日  | 巨乳プリンセス催眠 第2話 Dominance 〜支配される王家の女たち〜                                                                             | ばにぃうぉ〜か〜           | ばにぃうぉ〜か〜    |                    |
| 2020年5月29日  | セクフレ幼馴染 〜処女と童貞は恥ずかしいってみんなが言うから〜 The Animation                                                               | ピンクパイナップル         | ピンクパイナップル  | ピンクパイナップル |
| 2020年5月29日  | 助っ人参上!! 金髪巨乳ガールと熱盛絶頂プレイ♥ THE ANIMATION 第2巻                                                                          | ピンクパイナップル         | ピンクパイナップル  | ピンクパイナップル |
| 2020年5月29日  | 自宅警備員2 灰原家の血族 第二話 巨乳エリート従兄妹・玲奈 〜穢された花嫁〜                                                                 | 鈴木みら乃                 | 鈴木みら乃          | エイ・ワン・シー   |
| 2020年6月5日   | ヤリチン家庭教師ネトリ報告 〜ドスケベ巨乳母娘丼〜 #2                                                                                      | あんてきぬすっ             | あんてきぬすっ      |                    |
| 2020年6月5日   | 義姉はヤンママ授乳中 第一話 義姉と母乳と浮気セックス                                                                                      | ばにぃうぉ〜か〜           | ばにぃうぉ〜か〜    |                    |
| 2020年6月19日  | お兄ちゃん、朝までずっとギュッてして! 女未こはく編                                                                                        | メリー・ジェーン           | メリー・ジェーン    | メリー・ジェーン   |
| 2020年6月26日  | 小さな蕾のその奥に…… 〜剥き散らされる儚い蕾♥〜                                                                                            | nür                        | nür                 | エイ・ワン・シー   |
| 2020年6月26日  | 姫様LOVEライフ! 自虐オ姫・ラティ〜好奇に微睡むおねだりボディ♥〜                                                                           | PoRO                       | PoRO                | エイ・ワン・シー   |
| 2020年6月26日  | 屈辱2 The Animation 上巻 | ショーテン                 |                     |                    |
| 2020年6月26日  | 愛聖天使ラブメアリー 悪性受胎 THE ANIMATION —第2巻—                                                                                       | ピンクパイナップル         | ピンクパイナップル  | ピンクパイナップル |
| 2020年6月26日  | 卒業○○電車 二輌目 女教師の尻はいつも後ろから見られている                                                                                  | 鈴木みら乃                 | 鈴木みら乃          | エイ・ワン・シー   |
| 2020年7月3日   | 磔 後編 | Queen Bee                  | メディアバンク      | メディアバンク     |
| 2020年7月3日   | ようこそ!スケベエルフの森へ #3 エルフとダークエルフの全面対決!救世主様と『らぶらぶ子作り対決』♡                                           | ばにぃうぉ〜か〜           | ばにぃうぉ〜か〜    |                    |
| 2020年7月3日   | 義姉はヤンママ授乳中 第二話 水着と浴衣と混浴温泉                                                                                          | ばにぃうぉ〜か〜           | ばにぃうぉ〜か〜    |                    |
| 2020年7月15日  | 俺の指で乱れろ。 〜閉店後二人きりのサロンで…〜 完全版                                                                                     | 彗星社                     |                     |                    |
| 2020年7月17日  | 装煌聖姫イースフィア 〜淫虐の洗脳改造〜 前編                                                                                              | GOLD BEAR                  | メディアバンク      | メディアバンク     |
| 2020年7月17日  | 村又さんの秘密 上巻 | Queen Bee                  | メディアバンク      | メディアバンク     |
| 2020年7月31日  | 牝教師4 〜穢された教壇〜 エロスパ女教師・歌穂〜寄り添い溢れる婢狂♥                                                                        | PoRO                       | PoRO                | エイ・ワン・シー   |
| 2020年7月31日  | 夏が終わるまで The Animation 上巻「脅迫された女子マネージャー」                                                                           | ショーテン                 |                     |                    |
| 2020年7月31日  | 琥珀色のHUNTER | ピンクパイナップル         | ピンクパイナップル  | ピンクパイナップル |
| 2020年7月31日  | 自宅警備員2 灰原家の血族 第三話 爆乳未亡人叔母・志保 〜破られる貞操〜                                                                     | 鈴木みら乃                 | 鈴木みら乃          | エイ・ワン・シー   |
| 2020年7月31日  | 異世界ハーレム物語 第一話 異世界はハーレムパラダイス♡勇者のザーメンが世界を救う!                                                          | 魔人                       | 魔人                | エイ・ワン・シー   |
| 2020年8月7日   | ようこそ!スケベエルフの森へ #4 エルフもダークエルフも仲良く子作り!救世主様と『ハーレム生活』♡                                             | ばにぃうぉ〜か〜           | ばにぃうぉ〜か〜    |                    |
| 2020年8月7日   | 初めてのヒトヅマ 第2話 続・俺が見たことのない彼女                                                                                         | メリー・ジェーン           | メリー・ジェーン    | メリー・ジェーン   |
| 2020年8月28日  | 彼女がヤツに抱かれたヒ 〜新妻のハジメテ……♥〜                                                                                              | nür                        | nür                 | エイ・ワン・シー   |
| 2020年8月28日  | 色欲INFINITE Vol.1 | Queen Bee                  | メディアバンク      | メディアバンク     |
| 2020年8月28日  | 王女＆女騎士 wド下品露出 〜恥辱の見世物奴隷〜 前編                                                                                        | WHITE BEAR                 | メディアバンク      | メディアバンク     |
| 2020年8月28日  | 屈辱2 The Animation 下巻 | ショーテン                 |                     |                    |
| 2020年8月28日  | サキュバステードライフ The Animation | ピンクパイナップル         | ピンクパイナップル  | ピンクパイナップル |
| 2020年8月28日  | 自宅警備員2 灰原家の血族 第四話 爆乳未亡人叔母・志保 〜蘇える淫欲〜                                                                       | 鈴木みら乃                 | 鈴木みら乃          | エイ・ワン・シー   |
| 2020年8月28日  | 卒業○○電車 三輌目 酔いつぶれた女教師は弛緩した身体を弄ばれる                                                                              | 鈴木みら乃                 | 鈴木みら乃          | エイ・ワン・シー   |
| 2020年9月25日  | 牝教師4 〜穢された教壇〜 マイクロマスコット・あさひ〜強気に蠢く玩具箱♥                                                                    | PoRO                       | PoRO                | エイ・ワン・シー   |
| 2020年9月25日  | 支配の教壇 爆乳ドS女教師・美璃亜〜淫虐スパルタクリップ♥〜                                                                                 | PoRO                       | PoRO                | エイ・ワン・シー   |
| 2020年9月25日  | 村又さんの秘密 下巻 | Queen Bee                  | メディアバンク      | メディアバンク     |
| 2020年9月25日  | 夏が終わるまで The Animation 下巻「お願い見ないで…」                                                                                      | ショーテン                 |                     |                    |
| 2020年9月25日  | 浮気と本気 THE ANIMATION | ピンクパイナップル         | ピンクパイナップル  | ピンクパイナップル |
| 2020年9月25日  | 漆黒のシャガ THE ANIMATION 第三話「夜照物語（よるてらすものがたり）」 ディレクターズカット版                                              | ピンクパイナップル         | ピンクパイナップル  | ピンクパイナップル |
| 2020年9月25日  | 異世界ハーレム物語 第二話 美女パーティとのハーレム生活♡ 剣士と僧侶とエルフの日常!                                                         | 魔人                       | 魔人                | エイ・ワン・シー   |
| 2020年10月2日  | 悪の女幹部 フルムーンナイトR #1 喋喋喃喃                                                                                                  | ばにぃうぉ〜か〜           | ばにぃうぉ〜か〜    |                    |
| 2020年10月9日  | 思春期セックス 第3話 今日、私ん家集合ね!Ⅱ                                                                                                 | メリー・ジェーン           | メリー・ジェーン    | メリー・ジェーン   |
| 2020年10月23日 | 色欲INFINITE Vol.2 | Queen Bee                  | メディアバンク      | メディアバンク     |
| 2020年10月23日 | 王女＆女騎士 wド下品露出 〜恥辱の見世物奴隷〜 後編                                                                                        | WHITE BEAR                 | メディアバンク      | メディアバンク     |
| 2020年10月30日 | 母ちゃんの友達にシコってるところ見られた。 THE ANIMATION                                                                                  | ピンクパイナップル         | ピンクパイナップル  | ピンクパイナップル |
| 2020年10月30日 | 図書室ノ彼女 〜清楚ナ君ガ堕チルマデ〜 THE ANIMATION                                                                                       | ピンクパイナップル         | ピンクパイナップル  | ピンクパイナップル |
| 2020年10月30日 | 支配の教壇 無垢女教師・理沙子〜誑かされたウブな恥辱♥〜                                                                                    | PoRO                       | PoRO                | エイ・ワン・シー   |
| 2020年10月30日 | 対魔忍アサギ 〜捕らわれの肉人形〜 | ZIZ                        |                     |                    |
| 2020年10月30日 | 優等生綾香のウラオモテ 第1話 優等生のビッチな日々                                                                                         | メリー・ジェーン           | メリー・ジェーン    | メリー・ジェーン   |
| 2020年10月30日 | 卒業○○電車 四輌目 妄想から現実へ、あるいは現実からの卒業                                                                                  | 鈴木みら乃                 | 鈴木みら乃          | エイ・ワン・シー   |
| 2020年10月30日 | Knight of Erin -Erin and Nihgthawk- 1st tale 傭兵エリンの旅立ちと、秘密のバニーガール                                                     | 魔人                       | 魔人                | エイ・ワン・シー   |
| 2020年10月30日 | トロみつ娘の秘湯サービス —とろッとろちゅるちゅるご奉仕させてください—                                                                     | BOMB!CUTE!BOMB!            |                     |                    |
| 2020年11月6日  | 悪の女幹部 フルムーンナイトR #2 蚤知之士                                                                                                  | ばにぃうぉ〜か〜           | ばにぃうぉ〜か〜    |                    |
| 2020年11月20日 | シコやかなるときもハメるときも 前編 | Queen Bee                  | メディアバンク      | メディアバンク     |
| 2020年11月27日 | White Blue 〜白衣の後悔♥〜 | PoRO                       | PoRO                | エイ・ワン・シー   |
| 2020年11月27日 | おね→ショタ←おね THE ANIMATION | ピンクパイナップル         | ピンクパイナップル  | ピンクパイナップル |
| 2020年11月27日 | 図書室ノ彼女 〜清楚ナ君ガ堕チルマデ〜 THE ANIMATION 2                                                                                     | ピンクパイナップル         | ピンクパイナップル  | ピンクパイナップル |
| 2020年11月27日 | Knight of Erin -Erin and Nihgthawk- 2nd tale ウシ乳エリンとネコ耳エリン、もひとつおまけにチアガール                                       | 魔人                       | 魔人                | エイ・ワン・シー   |
| 2020年11月27日 | 異世界ハーレム物語 第三話 イヌミミ美女は匂いフェチ♡ 冒険の始まりと新たな仲間                                                              | 魔人                       | 魔人                | エイ・ワン・シー   |
| 2020年12月4日  | 催眠性指導 #3「宮島桜の場合」 | ばにぃうぉ〜か〜           | ばにぃうぉ〜か〜    |                    |
| 2020年12月4日  | 催眠性指導 #4「宮島椿の場合」 | ばにぃうぉ〜か〜           | ばにぃうぉ〜か〜    |                    |
| 2020年12月4日  | はじめてのおるすばん 観月しおり編 | メリー・ジェーン           | メリー・ジェーン    | メリー・ジェーン   |
| 2020年12月18日 | 実娘(あの子)の代わりに好きなだけ 前編 | Queen Bee                  | メディアバンク      | メディアバンク     |
| 2020年12月23日 | サキュバステードライフ The Animation 2 | ピンクパイナップル         | ピンクパイナップル  | ピンクパイナップル |
| 2020年12月25日 | 彼女がヤツに抱かれたヒ 〜新妻のトキメキ……♥〜                                                                                              | nür                        | nür                 | エイ・ワン・シー   |
| 2020年12月25日 | 支配の教壇 無口養護教諭・アンナ〜破瓜刹那的♥〜                                                                                            | PoRO                       | PoRO                | エイ・ワン・シー   |
| 2020年12月25日 | 異世界ハーレム物語 第四話 疾風怒濤の5Pハーレムエッチ♡ 俺たちの戦いはこれからだ!                                                           | 魔人                       | 魔人                | エイ・ワン・シー   |
| 2021年1月27日  | オオカミさんは食べられたい プレミアム版                                                                                                   | 彗星社                     |                     |                    |
| 2021年1月29日  | 装煌聖姫イースフィア 〜淫虐の洗脳改造〜 後編                                                                                              | GOLD BEAR                  | メディアバンク      | メディアバンク     |
| 2021年1月29日  | 背徳の境界 〜女教師のウラ側♥〜 | nür                        | nür                 | エイ・ワン・シー   |
| 2021年1月29日  | White Blue 〜白衣の往生際♥〜 | PoRO                       | PoRO                | エイ・ワン・シー   |
| 2021年1月29日  | シコやかなるときもハメるときも 後編 | Queen Bee                  | メディアバンク      | メディアバンク     |
| 2021年1月29日  | 向日葵ハ夜ニ咲ク | あんてきぬすっ             | あんてきぬすっ      |                    |
| 2021年1月29日  | 紫陽花の散ル頃に | あんてきぬすっ             | あんてきぬすっ      |                    |
| 2021年1月29日  | 「君が好き。」 THE ANIMATION 第1巻 | ピンクパイナップル         | ピンクパイナップル  | ピンクパイナップル |
| 2021年1月29日  | 自宅警備員2 灰原家の血族 第五話 性奴隷メイド・詩絵里 〜這いよる女体〜                                                                     | 鈴木みら乃                 | 鈴木みら乃          | エイ・ワン・シー   |
| 2021年2月5日   | イジラレ〜復讐催眠〜 第1話 | ばにぃうぉ〜か〜           | ばにぃうぉ〜か〜    |                    |
| 2021年2月5日   | イジラレ〜復讐催眠〜 第2話 | ばにぃうぉ〜か〜           | ばにぃうぉ〜か〜    |                    |
| 2021年2月5日   | 優等生綾香のウラオモテ 第2話 アヤカは今日も止まらない                                                                                     | メリー・ジェーン           | メリー・ジェーン    | メリー・ジェーン   |
| 2021年2月5日   | 思春期セックス 第4話 ぬるぬるデリヘル | メリー・ジェーン           | メリー・ジェーン    | メリー・ジェーン   |
| 2021年2月24日  | 大人にゃ恋の仕方がわからねぇ! プレミアム版                                                                                                | 彗星社                     |                     |                    |
| 2021年2月26日  | エロコンビニ店長 アルバイト娘の弱みを握ってヤリたい放題 泣きべそ蓮っ葉・栞〜お仕置きじぇらしぃナマ逸機♥〜                                 | PoRO                       | PoRO                | エイ・ワン・シー   |
| 2021年2月26日  | 実娘(あの子)の代わりに好きなだけ 後編 | Queen Bee                  | メディアバンク      | メディアバンク     |
| 2021年2月26日  | 陸上部女子は俺の生オナホ!!! The Animation 上巻                                                                                            | ショーテン                 |                     |                    |
| 2021年2月26日  | リアルエロゲシチュエーション!2 The Animation                                                                                              | ピンクパイナップル         | ピンクパイナップル  | ピンクパイナップル |
| 2021年2月26日  | 琥珀色のHUNTER ルビー編 | ピンクパイナップル         | ピンクパイナップル  | ピンクパイナップル |
| 2021年2月26日  | トイレの花子さんVS屈強退魔師 悪堕ちマ○コに天誅ザーメン連続中出し 第一怪 怪奇『トイレの花子さん』! 悪堕ち巨乳の吊りスカート                | 鈴木みら乃                 | 鈴木みら乃          | エイ・ワン・シー   |
| 2021年2月26日  | Knight of Erin -Erin and Nihgthawk- 3rd tale ナースとシスターのダブル癒し 迷える子羊たちの連続射精                                        | 魔人                       | 魔人                | エイ・ワン・シー   |
| 2021年3月5日   | イジラレ〜復讐催眠〜 第3話 | ばにぃうぉ〜か〜           | ばにぃうぉ〜か〜    |                    |
| 2021年3月5日   | イジラレ〜復讐催眠〜 第4話 | ばにぃうぉ〜か〜           | ばにぃうぉ〜か〜    |                    |
| 2021年3月5日   | はじめてのおるすばん 観月さおり編 | メリー・ジェーン           | メリー・ジェーン    | メリー・ジェーン   |
| 2021年3月12日  | S家に嫁いだM嬢の日常 ACT.1 それは淫らな運命の悪戯                                                                                         | BOMB!CUTE!BOMB!            |                     |                    |
| 2021年3月19日  | S家に嫁いだM嬢の日常 ACT.2 肉欲の花は夜に開く                                                                                             | BOMB!CUTE!BOMB!            |                     |                    |
| 2021年3月26日  | 背徳の境界 〜オンナのムコウ側♥〜 | nür                        | nür                 | エイ・ワン・シー   |
| 2021年3月26日  | 遠い君に、僕は届かない 前編 | Queen Bee                  | メディアバンク      | メディアバンク     |
| 2021年3月26日  | 「君が好き。」 THE ANIMATION 第2巻 | ピンクパイナップル         | ピンクパイナップル  | ピンクパイナップル |
| 2021年3月26日  | 自宅警備員2 灰原家の血族 第六話 性奴隷メイド・詩絵里 〜堕ちゆく忠誠〜                                                                     | 鈴木みら乃                 | 鈴木みら乃          | エイ・ワン・シー   |
| 2021年3月26日  | Knight of Erin -Erin and Nihgthawk- 4th tale メイドたちの乱交と最後の敵 エリンとナイトホークの絆エッチ                                    | 魔人                       | 魔人                | エイ・ワン・シー   |
| 2021年4月2日   | J〇フーゾク学園祭 #1 本番接待と露出ミラーハウス♡ ビッチなギャルたちとお祭り騒ぎ♡                                                          | ばにぃうぉ〜か〜           | ばにぃうぉ〜か〜    |                    |
| 2021年4月2日   | J〇フーゾク学園祭 #2 スポーツ少女と本番エクササイズ♡ 競泳水着とブルマの個人指導♡                                                          | ばにぃうぉ〜か〜           | ばにぃうぉ〜か〜    |                    |
| 2021年4月21日  | じみへんっ!! 地味子を変えちゃう純異性交遊 プレミアム版                                                                                    | 彗星社                     |                     |                    |
| 2021年4月23日  | ビッチな淫姉さまぁ #1 | Queen Bee                  | メディアバンク      | メディアバンク     |
| 2021年4月28日  | ウチの弟♂マジでデカイんだけど見にこない? #1 あと年上に囲まれて慌てるトコとか見たくね?w                                                    | ばにぃうぉ〜か〜           | ばにぃうぉ〜か〜    |                    |
| 2021年4月28日  | ウチの弟♂マジでデカイんだけど見にこない? #2 てかコイツのチ〇コ気持ちよすぎてヤバいんだけどw                                               | ばにぃうぉ〜か〜           | ばにぃうぉ〜か〜    |                    |
| 2021年4月30日  | そしてわたしはおじさんに…… 〜弄られた膨らみ♥〜                                                                                            | nür                        | nür                 | エイ・ワン・シー   |
| 2021年4月30日  | エロコンビニ店長 アルバイト娘の弱みを握ってヤリたい放題 従順腹黒隷奴・結衣〜ご奉仕ノーパン品出し♥〜                                       | PoRO                       | PoRO                | エイ・ワン・シー   |
| 2021年4月30日  | 陸上部女子は俺の生オナホ!!! The Animation 下巻                                                                                            | ショーテン                 |                     |                    |
| 2021年4月30日  | 指導姦 Day after —THE ANIMATION— 第1巻 | ピンクパイナップル         | ピンクパイナップル  | ピンクパイナップル |
| 2021年4月30日  | 搾精病棟 THE ANIMATION 〜タチバナ編〜 | ピンクパイナップル         | ピンクパイナップル  | ピンクパイナップル |
| 2021年4月30日  | トイレの花子さんVS屈強退魔師 悪堕ちマ○コに天誅ザーメン連続中出し 第二怪 恐怖『メリーさんの電話』! つるぺたロ○ータのオナホ人形             | 鈴木みら乃                 | 鈴木みら乃          | エイ・ワン・シー   |
| 2021年5月21日  | おやすみせっくす 第3話 夢だけで終わらない夜                                                                                               | メリー・ジェーン           | メリー・ジェーン    | メリー・ジェーン   |
| 2021年5月28日  | 家属 〜母と姉妹の嬌声〜 無防備な美義母・乙葉〜めくれ上がるネグリジェ♥〜                                                                   | PoRO                       | PoRO                | エイ・ワン・シー   |
| 2021年5月28日  | 遠い君に、僕は届かない 後編 | Queen Bee                  | メディアバンク      | メディアバンク     |
| 2021年5月28日  | リアルエロゲシチュエーション!2 The Animation 第2巻                                                                                        | ピンクパイナップル         | ピンクパイナップル  | ピンクパイナップル |
| 2021年5月28日  | 指導姦 Day after —THE ANIMATION— 第2巻 | ピンクパイナップル         | ピンクパイナップル  | ピンクパイナップル |
| 2021年5月28日  | 身体で解決♡百鬼屋探偵事務所 百鬼屋光の妖怪事件簿 第一話 処女捨山伝説怪奇譚                                                                | 妄想専科                   | 妄想専科            | エイ・ワン・シー   |
| 2021年5月28日  | 自宅警備員2 灰原家の血族 第七話 従兄妹・叔母・メイド 〜自宅警備員は眠らない〜                                                             | 鈴木みら乃                 | 鈴木みら乃          | エイ・ワン・シー   |
| 2021年6月4日   | NTR KANOJO ネトカノ —涼森瑞希— | あんてきぬすっ             | あんてきぬすっ      |                    |
| 2021年6月4日   | NTR KANOJO Case.2 ネトシス —春野香澄— | あんてきぬすっ             | あんてきぬすっ      |                    |
| 2021年6月4日   | お兄ちゃん、朝までずっとギュッてして! 女未あかね編                                                                                        | メリー・ジェーン           | メリー・ジェーン    | メリー・ジェーン   |
| 2021年6月25日  | のぞき彼女 〜覗かされる恥戯・楓 追い込み恥ずる憎棒♥〜                                                                                     | nür                        | nür                 | エイ・ワン・シー   |
| 2021年6月25日  | White Blue 〜都合のいい白衣♥〜 | PoRO                       | PoRO                | エイ・ワン・シー   |
| 2021年6月25日  | ビッチな淫姉さまぁ #2 | Queen Bee                  | メディアバンク      | メディアバンク     |
| 2021年6月25日  | 図書室ノ彼女 〜清楚ナ君ガ堕チルマデ〜 THE ANIMATION 3                                                                                     | ピンクパイナップル         | ピンクパイナップル  | ピンクパイナップル |
| 2021年6月25日  | エロゲで全ては解決できる! THE ANIMATION                                                                                                   | ピンクパイナップル         | ピンクパイナップル  | ピンクパイナップル |
| 2021年6月25日  | 身体で解決♡百鬼屋探偵事務所 百鬼屋光の妖怪事件簿 第二話 湯けむり慕情異聞録                                                                | 妄想専科                   | 妄想専科            | エイ・ワン・シー   |
| 2021年7月2日   | まこちゃん開発日記 #1 | ばにぃうぉ〜か〜           | ばにぃうぉ〜か〜    |                    |
| 2021年7月2日   | まこちゃん開発日記 #2 | ばにぃうぉ〜か〜           | ばにぃうぉ〜か〜    |                    |
| 2021年7月28日  | 黒ギャルになったから親友としてみた。 プレミアム版                                                                                         | 彗星社                     |                     |                    |
| 2021年7月30日  | 家属 〜母と姉妹の嬌声〜 美しすぎる義母・乙葉〜旦那に滴る息子との恥蜜♥〜                                                                   | PoRO                       | PoRO                | エイ・ワン・シー   |
| 2021年7月30日  | サキュバスアプリ〈学園催眠〉 第1話 | Queen Bee                  | メディアバンク      | メディアバンク     |
| 2021年7月30日  | ANNET & LILIANA THE ANIMATION | ピンクパイナップル         | ピンクパイナップル  | ピンクパイナップル |
| 2021年7月30日  | 図書室ノ彼女 〜清楚ナ君ガ堕チルマデ〜 THE ANIMATION 4                                                                                     | ピンクパイナップル         | ピンクパイナップル  | ピンクパイナップル |
| 2021年7月30日  | トイレの花子さんVS屈強退魔師 悪堕ちマ○コに天誅ザーメン連続中出し 第三怪 戦慄『人面犬』! 健康優良犬耳○女に初めての性教育                   | 鈴木みら乃                 | 鈴木みら乃          | エイ・ワン・シー   |
| 2021年7月30日  | 自宅警備員2 灰原家の血族 第八話 従兄妹・叔母・メイド 〜灰原家の血族〜                                                                     | 鈴木みら乃                 | 鈴木みら乃          | エイ・ワン・シー   |
| 2021年8月6日   | 今泉ん家はどうやらギャルの溜まり場になってるらしい #1 あんなエロギャルに囲まれて我慢とかムリくね?                                         | ばにぃうぉ〜か〜           | ばにぃうぉ〜か〜    |                    |
| 2021年8月6日   | 今泉ん家はどうやらギャルの溜まり場になってるらしい #2 エロギャルと温泉行ってハーレム4Pとか男の夢すぎる                                    | ばにぃうぉ〜か〜           | ばにぃうぉ〜か〜    |                    |
| 2021年8月27日  | のぞき彼女 〜堕ちぶる優等生・楓 追い込まれた覗き〜                                                                                        | nür                        | nür                 | エイ・ワン・シー   |
| 2021年8月27日  | White Blue 〜具合のいい白衣♥〜 | PoRO                       | PoRO                | エイ・ワン・シー   |
| 2021年8月27日  | ビッチな淫姉さまぁ #3 | Queen Bee                  | メディアバンク      | メディアバンク     |
| 2021年8月27日  | 黒獣Ⅱ THE ANIMATION | ピンクパイナップル         | ピンクパイナップル  | ピンクパイナップル |
| 2021年8月27日  | うさみみボウケンタン 〜セクハラしながら世界を救え〜 第一話 異世界転生は突然に! うさ耳少女とセクハラ勇者                                   | 魔人                       | 魔人                | エイ・ワン・シー   |
| 2021年9月3日   | 邪娠娼館 ―淫乱巨乳母娘生贄儀式― 第一話 | ばにぃうぉ〜か〜           | ばにぃうぉ〜か〜    |                    |
| 2021年9月3日   | 邪娠娼館 ―淫乱巨乳母娘生贄儀式― 第二話 | ばにぃうぉ〜か〜           | ばにぃうぉ〜か〜    |                    |
| 2021年9月3日   | おやすみせっくす 第4話 あふれ出る想いが止まらない朝                                                                                       | メリー・ジェーン           | メリー・ジェーン    | メリー・ジェーン   |
| 2021年9月3日   | お兄ちゃん、朝までずっとギュッてして! 女未すみ編                                                                                          | メリー・ジェーン           | メリー・ジェーン    | メリー・ジェーン   |
| 2021年9月17日  | この会社…なにかおかしい! #1 これって…セクハラですよね?                                                                                    | BOMB!CUTE!BOMB!            |                     |                    |
| 2021年9月24日  | そしてわたしはセンセイに…… 〜でびゅ〜ちゃん♥〜                                                                                            | nür                        | nür                 | エイ・ワン・シー   |
| 2021年9月24日  | この会社…なにかおかしい! #2 私、調教されちゃいました…                                                                                     | BOMB!CUTE!BOMB!            |                     |                    |
| 2021年9月24日  | とろかせおるがずむ The Animation | ピンクパイナップル         | ピンクパイナップル  | ピンクパイナップル |
| 2021年9月24日  | トイレの花子さんVS屈強退魔師 悪堕ちマ○コに天誅ザーメン連続中出し 第四怪 愕然『口裂け女』!! 爆乳露出痴女に公然わいせつ連続射精             | 鈴木みら乃                 | 鈴木みら乃          | エイ・ワン・シー   |
| 2021年9月24日  | 身体で解決♡百鬼屋探偵事務所 百鬼屋光の妖怪事件簿 第三話 分福茶釜殺人事件                                                                  | 妄想専科                   | 妄想専科            | エイ・ワン・シー   |
| 2021年10月1日  | サキュバスアプリ〈学園催眠〉 第2話 | Queen Bee                  | メディアバンク      | メディアバンク     |
| 2021年10月1日  | 千鶴ちゃん開発日記 #1 | ばにぃうぉ〜か〜           | ばにぃうぉ〜か〜    |                    |
| 2021年10月1日  | 千鶴ちゃん開発日記 #2 | ばにぃうぉ〜か〜           | ばにぃうぉ〜か〜    |                    |
| 2021年10月15日 | 続・王女＆女騎士 wド下品露出 〜恥辱の見世物奴隷〜 前編                                                                                    | WHITE BEAR                 | メディアバンク      | メディアバンク     |
| 2021年10月27日 | 指先から本気の熱情2 恋人は消防士 プレミアム版                                                                                             | 彗星社                     |                     |                    |
| 2021年10月29日 | そしてわたしはおじさんに…… 〜揺蕩う食い込み♥〜                                                                                            | nür                        | nür                 | エイ・ワン・シー   |
| 2021年10月29日 | 家属 〜母と姉妹の嬌声〜 疼き逸る媚肉・乙葉〜揺られ搾られ姉痴漢♥〜                                                                         | PoRO                       | PoRO                | エイ・ワン・シー   |
| 2021年10月29日 | オナホ教室 〜女子全員妊娠計画〜 The Animation                                                                                             | ピンクパイナップル         | ピンクパイナップル  | ピンクパイナップル |
| 2021年10月29日 | うさみみボウケンタン 〜セクハラしながら世界を救え〜 第二話 可愛いあの娘は新たな刺客! 無人島のセクハラ暮らし                               | 魔人                       | 魔人                | エイ・ワン・シー   |
| 2021年11月5日  | ビッチな淫姉さまぁ #4 | Queen Bee                  | メディアバンク      | メディアバンク     |
| 2021年11月5日  | 千鶴ちゃん開発日記 #3 | ばにぃうぉ〜か〜           | ばにぃうぉ〜か〜    |                    |
| 2021年11月5日  | 千鶴ちゃん開発日記 #4 | ばにぃうぉ〜か〜           | ばにぃうぉ〜か〜    |                    |
| 2021年11月19日 | 続・王女＆女騎士 wド下品露出 〜恥辱の見世物奴隷〜 後編                                                                                    | WHITE BEAR                 | メディアバンク      | メディアバンク     |
| 2021年11月19日 | 対魔忍不知火 淫欲の奴隷娼婦 | ZIZ                        |                     |                    |
| 2021年11月26日 | そしてわたしはセンセイに…… 〜脇の下のアイツ♥〜                                                                                            | nür                        | nür                 | エイ・ワン・シー   |
| 2021年11月26日 | Mama×Holic 〜魅惑のママと甘々カンケイ♡〜 The Animation 上巻                                                                               | ピンクパイナップル         | ピンクパイナップル  | ピンクパイナップル |
| 2021年11月26日 | Mama×Holic 〜魅惑のママと甘々カンケイ♡〜 The Animation 下巻                                                                               | ピンクパイナップル         | ピンクパイナップル  | ピンクパイナップル |
| 2021年11月26日 | 初めてのヒトヅマ 第3話 デリバリーセックス                                                                                                 | メリー・ジェーン           | メリー・ジェーン    | メリー・ジェーン   |
| 2021年11月26日 | コスプレチェンジ 〜ピュア系女子大生の危険な性癖〜 第一話 巨乳女子大生がコスプレ七変化!? 魅惑の妖怪探偵にムチエロチェンジ♡                 | 妄想専科                   | 妄想専科            | エイ・ワン・シー   |
| 2021年11月26日 | 身体で解決♡百鬼屋探偵事務所 百鬼屋光の妖怪事件簿 第四話 妖怪大戦争復讐劇                                                                  | 妄想専科                   | 妄想専科            | エイ・ワン・シー   |
| 2021年12月3日  | 千鶴ちゃん開発日記 #5 | ばにぃうぉ〜か〜           | ばにぃうぉ〜か〜    |                    |
| 2021年12月3日  | 千鶴ちゃん開発日記 #6 | ばにぃうぉ〜か〜           | ばにぃうぉ〜か〜    |                    |
| 2021年12月10日 | サキュバスアプリ〈学園催眠〉 第3話 | Queen Bee                  | メディアバンク      | メディアバンク     |
| 2021年12月17日 | 思春期のお勉強 第1話 興味津々なお年頃 | メリー・ジェーン           | メリー・ジェーン    | メリー・ジェーン   |
| 2021年12月24日 | パパ喝ッ! 〜生イキ濯ぐ恥貝の膜開け♥〜 | nür                        | nür                 | エイ・ワン・シー   |
| 2021年12月24日 | 家属 〜母と姉妹の嬌声〜 足裏熟女・乙葉〜指示裏ハマるつちふまず♥〜                                                                         | PoRO                       | PoRO                | エイ・ワン・シー   |
| 2021年12月24日 | がーるずらっしゅ The Animation 第1巻 | ピンクパイナップル         | ピンクパイナップル  | ピンクパイナップル |
| 2021年12月24日 | がーるずらっしゅ The Animation 第2巻 | ピンクパイナップル         | ピンクパイナップル  | ピンクパイナップル |
| 2021年12月24日 | アネハメ 俺の初恋が実姉なわけがない 第1話 帰ってきたお姉ちゃん                                                                            | メリー・ジェーン           | メリー・ジェーン    | メリー・ジェーン   |
| 2021年12月24日 | コンビニ少女Z 第一話 あなた、地下アイドルですよね。社長に万引きがバレていいんですか?                                                      | 鈴木みら乃                 | 鈴木みら乃          | エイ・ワン・シー   |
| 2022年1月1日   | 巨乳エルフ母娘催眠 「はい……人間様のオチ○ポを母娘でしゃぶらせていただきます……」 第一話 エルフの国を蹂躙する男 汚された女王と姫             | ばにぃうぉ〜か〜           | ばにぃうぉ〜か〜    |                    |
| 2022年1月1日   | 巨乳エルフ母娘催眠 「はい……人間様のオチ○ポを母娘でしゃぶらせていただきます……」 第二話 女王と姫の快楽調教 守護騎士は恥辱に沈む             | ばにぃうぉ〜か〜           | ばにぃうぉ〜か〜    |                    |
| 2022年1月26日  | しょうたいむ! 〜歌のお姉さんだってしたい〜 プレミアム版                                                                                   | 彗星社                     |                     |                    |
| 2022年1月28日  | エロ医師 〜清純美少女を言葉巧みにハメたい放題〜 清純無垢っつり・綾乃〜不純診察中ズリ触診♥〜                                               | PoRO                       | PoRO                | エイ・ワン・シー   |
| 2022年1月28日  | やみつきフェロモン The Animation 第1巻 | ピンクパイナップル         | ピンクパイナップル  | ピンクパイナップル |
| 2022年1月28日  | やみつきフェロモン The Animation 第2巻 | ピンクパイナップル         | ピンクパイナップル  | ピンクパイナップル |
| 2022年1月28日  | うさみみボウケンタン 〜セクハラしながら世界を救え〜 第三話 刺激的な街にご用心! 勇者のモテ期と世界の真実                                   | 魔人                       | 魔人                | エイ・ワン・シー   |
| 2022年1月28日  | コスプレチェンジ 〜ピュア系女子大生の危険な性癖〜 第二話 巨乳女子大生がコスプレ七変化!? 疑惑の取り調べ室で手錠拘束プレイ♡                 | 妄想専科                   | 妄想専科            | エイ・ワン・シー   |
| 2022年2月4日   | ひみつのきち1 暁 | Queen Bee                  | メディアバンク      | メディアバンク     |
| 2022年2月4日   | 茜ハ摘マレ 染メラレル 第一話 | あんてきぬすっ             | あんてきぬすっ      |                    |
| 2022年2月4日   | 茜ハ摘マレ 染メラレル 第二話 | あんてきぬすっ             | あんてきぬすっ      |                    |
| 2022年2月11日  | 聖奴隷学園2 〜前編〜 剥奪された権力 | GOLD BEAR                  | メディアバンク      | メディアバンク     |
| 2022年2月18日  | サキュバスアプリ〈学園催眠〉 第4話 | Queen Bee                  | メディアバンク      | メディアバンク     |
| 2022年2月25日  | 小さな蕾のその奥に…… 〜無垢な指先の悪戯……♥〜                                                                                              | nür                        | nür                 | エイ・ワン・シー   |
| 2022年2月25日  | エロサラリーマン 純情姪っ子をラブホに連れ込んでヤリたい放題 真苛面目られッ娘・美冬〜壊れかけのスマホ♥〜                                   | PoRO                       | PoRO                | エイ・ワン・シー   |
| 2022年2月25日  | Garden 高嶺家の二輪花 The Animation | ピンクパイナップル         | ピンクパイナップル  | ピンクパイナップル |
| 2022年2月25日  | キミはやさしく寝取られる The Animation —第1巻—                                                                                            | ピンクパイナップル         | ピンクパイナップル  | ピンクパイナップル |
| 2022年2月25日  | コンビニ少女Z 第二話 あなた、お茶汲み○Lですよね。会社に万引きがバレていいんですか?                                                        | 鈴木みら乃                 | 鈴木みら乃          | エイ・ワン・シー   |
| 2022年3月4日   | 催眠性指導 #5 | ばにぃうぉ〜か〜           | ばにぃうぉ〜か〜    |                    |
| 2022年3月4日   | 催眠性指導 #6 | ばにぃうぉ〜か〜           | ばにぃうぉ〜か〜    |                    |
| 2022年3月4日   | 初めてのヒトヅマ 第4話 ビッチな女子の恋愛相談                                                                                             | メリー・ジェーン           | メリー・ジェーン    | メリー・ジェーン   |
| 2022年3月11日  | Abandon —100ヌキしないと出られない不思議な教室— 第1話 闇のセツクスゲーム                                                                  | メリー・ジェーン           | メリー・ジェーン    | メリー・ジェーン   |
| 2022年3月18日  | ひみつのきち2 宵 | Queen Bee                  | メディアバンク      | メディアバンク     |
| 2022年3月25日  | エロ医師 〜清純美少女を言葉巧みにハメたい放題〜 ワイセツチン療・綾乃＆怜奈〜ちょろハメ危嬉いっぱつ♥〜                                     | PoRO                       | PoRO                | エイ・ワン・シー   |
| 2022年3月25日  | 闇憑村 めるてぃーりみっと The Animation 上巻 -act01- その村に男だけで訪れてはいけない                                                     | ショーテン                 |                     |                    |
| 2022年3月25日  | らぶみー『楓と鈴』 THE ANIMATION 第1巻 | ピンクパイナップル         | ピンクパイナップル  | ピンクパイナップル |
| 2022年3月25日  | ○○交配 第五話 内気な彼女は人魚の歌姫 | 魔人                       | 魔人                | エイ・ワン・シー   |
| 2022年3月25日  | うさみみボウケンタン 〜セクハラしながら世界を救え〜 第四話 最終決戦! 勇者と精霊は結ばれ、想いは受け継がれる                               | 魔人                       | 魔人                | エイ・ワン・シー   |
| 2022年4月1日   | 淫行教師の催眠セイ活指導録 第一話 藤宮恵 編                                                                                               | あんてきぬすっ             | あんてきぬすっ      |                    |
| 2022年4月1日   | 淫行教師の催眠セイ活指導録 第二話 橘弥生 編                                                                                               | あんてきぬすっ             | あんてきぬすっ      |                    |
| 2022年4月8日   | アネハメ 俺の初恋が実姉なわけがない 第2話 ラブホとお姉ちゃん                                                                              | メリー・ジェーン           | メリー・ジェーン    | メリー・ジェーン   |
| 2022年4月15日  | オタクに優しいギャルとか、巨乳の幼なじみとか。①                                                                                           | Queen Bee                  | メディアバンク      | メディアバンク     |
| 2022年4月28日  | パパ喝ッ! 〜イキ場に漏れる背徳の小水♥〜                                                                                                   | nür                        | nür                 | エイ・ワン・シー   |
| 2022年4月28日  | エロサラリーマン 純情姪っ子をラブホに連れ込んでヤリたい放題 高飛車虐めッ娘・梨々香〜堕ちぶれた媚尻♥〜                                     | PoRO                       | PoRO                | エイ・ワン・シー   |
| 2022年4月28日  | 闇憑村 めるてぃーりみっと The Animation 下巻 -act02- 淫魔ならもつと上手くやれ                                                             | ショーテン                 |                     |                    |
| 2022年4月28日  | コスプレチェンジ 〜ピュア系女子大生の危険な性癖〜 第三話 巨乳女子大生がコスプレ七変化!? 蠱惑の吸血娘はＳＭでフタナリな変態プレイがお好き♡ | 妄想専科                   | 妄想専科            | エイ・ワン・シー   |
| 2022年5月6日   | 思春期のお勉強 第2話 学ぶより経験がしたいお年頃                                                                                           | メリー・ジェーン           | メリー・ジェーン    | メリー・ジェーン   |
| 2022年5月25日  | 王子の本命は悪役令嬢 | 彗星社                     |                     |                    |
| 2022年5月27日  | 小さな蕾のその奥に…… 〜妖しく齧る戯れた蕾……♥〜                                                                                            | nür                        | nür                 | エイ・ワン・シー   |
| 2022年5月27日  | ハーレム・カルト1 side HAREM | Queen Bee                  | メディアバンク      | メディアバンク     |
| 2022年5月27日  | 異世界♂ヤリサー —お前のモノは俺のモノ— #1 女戦士と新米女冒険者 異世界でもハメちゃうっしょｗ                                               | あんてきぬすっ             | あんてきぬすっ      |                    |
| 2022年5月27日  | 異世界♂ヤリサー —お前のモノは俺のモノ— #2 百合カップルと人妻 男の良さ教えてやんよｗ                                                       | あんてきぬすっ             | あんてきぬすっ      |                    |
| 2022年5月27日  | コンビニ少女Z 第三話 あなた、ヤンクレママですよね。旦那に万引きがバレていいんですか?                                                      | 鈴木みら乃                 | 鈴木みら乃          | エイ・ワン・シー   |
| 2022年5月27日  | ○○交配 第六話 真面目な彼女は鬼の姫巫女 | 魔人                       | 魔人                | エイ・ワン・シー   |
| 2022年6月3日   | 巨乳女戦士・土下座催眠 「ちくしょうっ……アタシはお前の思い通りになんか、ならないからな……!」 第一話                                         | ばにぃうぉ〜か〜           | ばにぃうぉ〜か〜    |                    |
| 2022年6月3日   | 巨乳女戦士・土下座催眠 「ちくしょうっ……アタシはお前の思い通りになんか、ならないからな……!」 第二話                                         | ばにぃうぉ〜か〜           | ばにぃうぉ〜か〜    |                    |
| 2022年6月17日  | オタクに優しいギャルとか、巨乳の幼なじみとか。②                                                                                           | Queen Bee                  | メディアバンク      | メディアバンク     |
| 2022年6月24日  | J〇限界交尾 合意挿入でバチバチ肉穴化 第1話 性活部へようこそ                                                                               | King Bee                   | メディアバンク      | メディアバンク     |
| 2022年6月24日  | エロ医師 〜清純美少女を言葉巧みにハメたい放題〜 清純ドエロ・綾乃〜漲る好奇芯♥〜                                                           | PoRO                       | PoRO                | エイ・ワン・シー   |
| 2022年6月24日  | ツグナヒ 高飛車お姫様・瑠璃子〜はじまりの痴激♥〜                                                                                          | PoRO                       | PoRO                | エイ・ワン・シー   |
| 2022年6月24日  | 処女はお姉さまに恋してる 三つのきら星 The Animation 上巻                                                                                  | ショーテン                 |                     |                    |
| 2022年6月24日  | #今までで一番良かったセックス The Animation 第1巻                                                                                         | ピンクパイナップル         | ピンクパイナップル  | ピンクパイナップル |
| 2022年6月24日  | #今までで一番良かったセックス The Animation 第2巻                                                                                         | ピンクパイナップル         | ピンクパイナップル  | ピンクパイナップル |
| 2022年6月24日  | パンデミック | 妄想実現めでぃあ           |                     | 妄想実現めでぃあ   |
| 2022年6月24日  | コスプレチェンジ 〜ピュア系女子大生の危険な性癖〜 第四話 巨乳女子大生がコスプレ七変化!? 誘惑の巨乳戦士は全てお金で解決できちゃう浪花っ娘♡ | 妄想専科                   | 妄想専科            | エイ・ワン・シー   |
| 2022年7月1日   | 聖華女学院公認竿おじさん 第一話 黒髪清楚お嬢様 如月巴                                                                                     | ばにぃうぉ〜か〜           | ばにぃうぉ〜か〜    |                    |
| 2022年7月1日   | 聖華女学院公認竿おじさん 第二話 陸上少女 加藤美桜                                                                                         | ばにぃうぉ〜か〜           | ばにぃうぉ〜か〜    |                    |
| 2022年7月8日   | 夏休み明けの彼女は… 前編 | WHITE BEAR                 | メディアバンク      | メディアバンク     |
| 2022年7月22日  | ハーレム・カルト2 side HAREM | Queen Bee                  | メディアバンク      | メディアバンク     |
| 2022年7月27日  | 3秒後、野獣。 合コンで隅にいた彼は肉食でした                                                                                              | 彗星社                     |                     |                    |
| 2022年7月29日  | 聖奴隷学園2 〜後編〜 剥奪された権力 | GOLD BEAR                  | メディアバンク      | メディアバンク     |
| 2022年7月29日  | ハヂ＋ 〜晒される羞チ心♥〜 | nür                        | nür                 | エイ・ワン・シー   |
| 2022年7月29日  | SLEEPLESS -A Midsummer Night's Dream- Act.1                                                                                               | ショーテン                 |                     |                    |
| 2022年7月29日  | 同級生 リメイク The season turns,your springtime of life comes again. The Animation —第1巻—                                               | ピンクパイナップル         | ピンクパイナップル  | ピンクパイナップル |
| 2022年7月29日  | 搾精病棟 THE ANIMATION 第2巻 〜クロカワ編〜                                                                                               | ピンクパイナップル         | ピンクパイナップル  | ピンクパイナップル |
| 2022年7月29日  | コンビニ少女Z 第四話 あなた、コンビニマネですよね。本社に万引きがバレていいんですか?                                                      | 鈴木みら乃                 | 鈴木みら乃          | エイ・ワン・シー   |
| 2022年7月29日  | SUMMER 田舎の性活 第一話 日焼けの跡とスクール水着                                                                                         | 妄想専科                   | 妄想専科            | エイ・ワン・シー   |
| 2022年8月5日   | 聖華女学院公認竿おじさん 第三話 巴と美桜と、誕生日3Pデート                                                                                | ばにぃうぉ〜か〜           | ばにぃうぉ〜か〜    |                    |
| 2022年8月5日   | 聖華女学院公認竿おじさん 第四話 金髪爆乳生徒会長ルイーザ・リヒター                                                                        | ばにぃうぉ〜か〜           | ばにぃうぉ〜か〜    |                    |
| 2022年8月5日   | 僕は小さな淫魔のしもべ 第1話 家畜生活の始まり                                                                                             | メリー・ジェーン           | メリー・ジェーン    | メリー・ジェーン   |
| 2022年8月26日  | きつね娘のエッチなお宿 第一話 恩返しで新米女将!? お宿を守るエッチなサービス♡                                                              | Collaboration Works        | Collaboration Works | エイ・ワン・シー   |
| 2022年8月26日  | エロ医師 〜清純美少女を言葉巧みにハメたい放題〜 ナマイキドエロ・怜奈＆綾乃〜絡み貪る牝少女♥〜                                             | PoRO                       | PoRO                | エイ・ワン・シー   |
| 2022年8月26日  | ツグナヒ ナマイキスポ処女・ナツキ〜稚拙な屈辱♥〜                                                                                          | PoRO                       | PoRO                | エイ・ワン・シー   |
| 2022年8月26日  | 処女はお姉さまに恋してる 三つのきら星 The Animation 下巻                                                                                  | ショーテン                 |                     |                    |
| 2022年8月26日  | 鬼作 令和版 | ピンクパイナップル         | ピンクパイナップル  | ピンクパイナップル |
| 2022年8月26日  | 搾精病棟 THE ANIMATION 第3巻 〜ヤマグチ編〜                                                                                               | ピンクパイナップル         | ピンクパイナップル  | ピンクパイナップル |
| 2022年9月2日   | 委員長は催眠アプリを信じてる。 | ばにぃうぉ〜か〜           | ばにぃうぉ〜か〜    |                    |
| 2022年9月9日   | J〇限界交尾 合意挿入でバチバチ肉穴化 第2話 チチのチ晴れ                                                                                   | King Bee                   | メディアバンク      | メディアバンク     |
| 2022年9月30日  | 懲らしめ2 狂育的デパガ指導 蔑みデパガ・彩子〜ガラス張りの棒刺♥〜                                                                          | PoRO                       | PoRO                | エイ・ワン・シー   |
| 2022年9月30日  | SLEEPLESS -A Midsummer Night's Dream- Act.2                                                                                               | ショーテン                 |                     |                    |
| 2022年9月30日  | キミはやさしく寝取られる The Animation —第2巻—                                                                                            | ピンクパイナップル         | ピンクパイナップル  | ピンクパイナップル |
| 2022年9月30日  | デリバリーち●こを頼みたいお姉さん | ピンクパイナップル         | ピンクパイナップル  | ピンクパイナップル |
| 2022年9月30日  | 錬精術士コレットのHな搾精物語 〜精液を集める錬精術士〜 第一話 コレットのアトリエ開業! 爆乳勇者シルヴィアとの出会い                        | 魔人                       | 魔人                | エイ・ワン・シー   |
| 2022年9月30日  | SUMMER 田舎の性活 第二話 夏休みの課題とワンピース                                                                                         | 妄想専科                   | 妄想専科            | エイ・ワン・シー   |
| 2022年10月7日  | 夏休み明けの彼女は… 後編 | WHITE BEAR                 | メディアバンク      | メディアバンク     |
| 2022年10月7日  | 僕にセフレが出来た理由 #1 ～おとなりの人妻編～その1                                                                                       | ばにぃうぉ〜か〜           | ばにぃうぉ〜か〜    |                    |
| 2022年10月7日  | 僕にセフレが出来た理由 #2 ～おとなりの人妻編～その2                                                                                       | ばにぃうぉ〜か〜           | ばにぃうぉ〜か〜    |                    |
| 2022年10月7日  | 思春期のお勉強 第3話 キスをしてみたいお年頃                                                                                               | メリー・ジェーン           | メリー・ジェーン    | メリー・ジェーン   |
| 2022年10月26日 | 森のくまさん、冬眠中。 | 彗星社                     |                     |                    |
| 2022年10月28日 | きつね娘のエッチなお宿 第二話 団体様もいらっしゃい! 女将のアソコは満員御礼♡                                                               | Collaboration Works        | Collaboration Works | エイ・ワン・シー   |
| 2022年10月28日 | ハヂ＋ 〜剥かれる破廉チ♥〜 | nür                        | nür                 | エイ・ワン・シー   |
| 2022年10月28日 | エロサラリーマン2 姪っ子をもう一人ラブホに連れ込んで、さらにヤリたい放題 憧憬クルエロ・真冬〜見せつける醜恥芯♥〜                          | PoRO                       | PoRO                | エイ・ワン・シー   |
| 2022年10月28日 | 妻ネトリ3 快楽に堕ちた淫汁教師たち | ZIZ                        |                     |                    |
| 2022年10月28日 | 雷光神姫アイギスマギア PANDRA saga 3rd ignition The Animation act1 穢された女神たち                                                       | ショーテン                 |                     |                    |
| 2022年10月28日 | らぶみー『楓と鈴』 THE ANIMATION 第2巻 | ピンクパイナップル         | ピンクパイナップル  | ピンクパイナップル |
| ←2010年代      | ↑目次 | 2030年代→                  | 2030年代→           | 2030年代→          |